# 기쿠카정
기쿠카정(일본어: 菊鹿町)은 일본 구마모토현에 있던 정이다
2005년 1월 15일에 야마가시, 가모토군, 가오정, 가호쿠정, 가모토정과 합병해 야마가시 기쿠카정이 되었다.

## 지리
기쿠가정은 구마모토현 북부에 위치하며 오이타현과 후쿠오카현의 경계를 마주하고 있다. 

## 역사
- 1955년 4월 1일 - 기쿠치군 시로키타촌, 가모토군 로쿠고촌・우치다촌이 합병해 기쿠가촌이 성립하였다.
- 1965년 10월 1일 - 정으로 승격해 기쿠카정이 되었다.
- 2005년 1월 15일 - 야마가시 및 가모토군, 가오정, 가호쿠정, 가모토정과 대등합병해 새롭게 야마가시가 되어 소멸하였다.

## 관광
기쿠카정은 역사적으로 유명한 마을로, 그중에서도 구마모토현 유일의 고대 산성 '기쿠치성'이 유명하다. 기쿠치성터는 국가 사적으로 지정되어 자료관 등의 시설이 정비되어 있다.
이 외에도 구마모토성 등의 기초라고 할 수 있는 구마베야카타후(熊部館跡)와 일본 최대 규모의 가와니시(川西) 등 많은 역사와 깊은 관련이 있는 문화재가 산재해 있으며, 국가 특별천연기념물인 '아이라의 아이라트비카즈라' 등이 유명하다. 
마을 중심부에는 공원 '안즈노오카'가 있으며, 농산물 직판장과 도예와 압화 체험을 할 수 있는 시설, 서일본 제일의 생산량을 자랑하는 야마카시의 '밤'을 사용한 과자를 제조하는 공방 등이 있다. 또한 여름에는 야타니 계곡 등에 더위를 피해 많은 관광객이 찾아와 강에서 수영을 하거나 기쿠가 온천에서 몸을 따뜻하게 할 수 있다. 

## 출신유명인
- 아오키 마유미 - 수영선수

## 참고 문헌
- 角川日本地名大辞典編纂委員会, 『角川日本地名大辞典 43 熊本県』1987, 角川書店